# Сорока, Николай Иванович
Николай Иванович Сорока (1909, Братское, Херсонская губерния — ?) — советский хозяйственный, государственный и партийный деятель.

## Биография
Родился в 1909 в местечке Братское Братской волости Елисаветградского уезда Херсонской губернии Российской империи (ныне посёлок городского типа в составе Братской поселковой общины Вознесенского района Николаевской области Украины). Член ВКП(б).
С 1940 года — на хозяйственной, общественной и политической работе.
- 1940—1942 — 1-й секретарь Усть-Коксинского районного комитета ВКП(б) (Ойротская автономная область)
- 1942—1946 — секретарь Областного комитета ВКП(б) Ойротской автономной области по кадрам, затем 2-й секретарь Областного комитета ВКП(б) Ойротской автономной области
- 1949 — 3.1950 — заместитель заведующего Сельскохозяйственным отделом Алтайского краевого комитета ВКП(б)
- 3.1950 — 3.1955 — 1-й секретарь Областного комитета ВКП(б) — КПСС Горно-Алтайской автономной области
- 3.1955 — заместитель председателя Исполнительного комитета Алтайского краевого Совета

В 1946—1949 годах — слушатель Высшей партийной школы при ЦК ВКП(б).
Избирался депутатом Верховного Совета СССР 3-го и 4-го созывов.